# St. Dionysius (Niederthann)

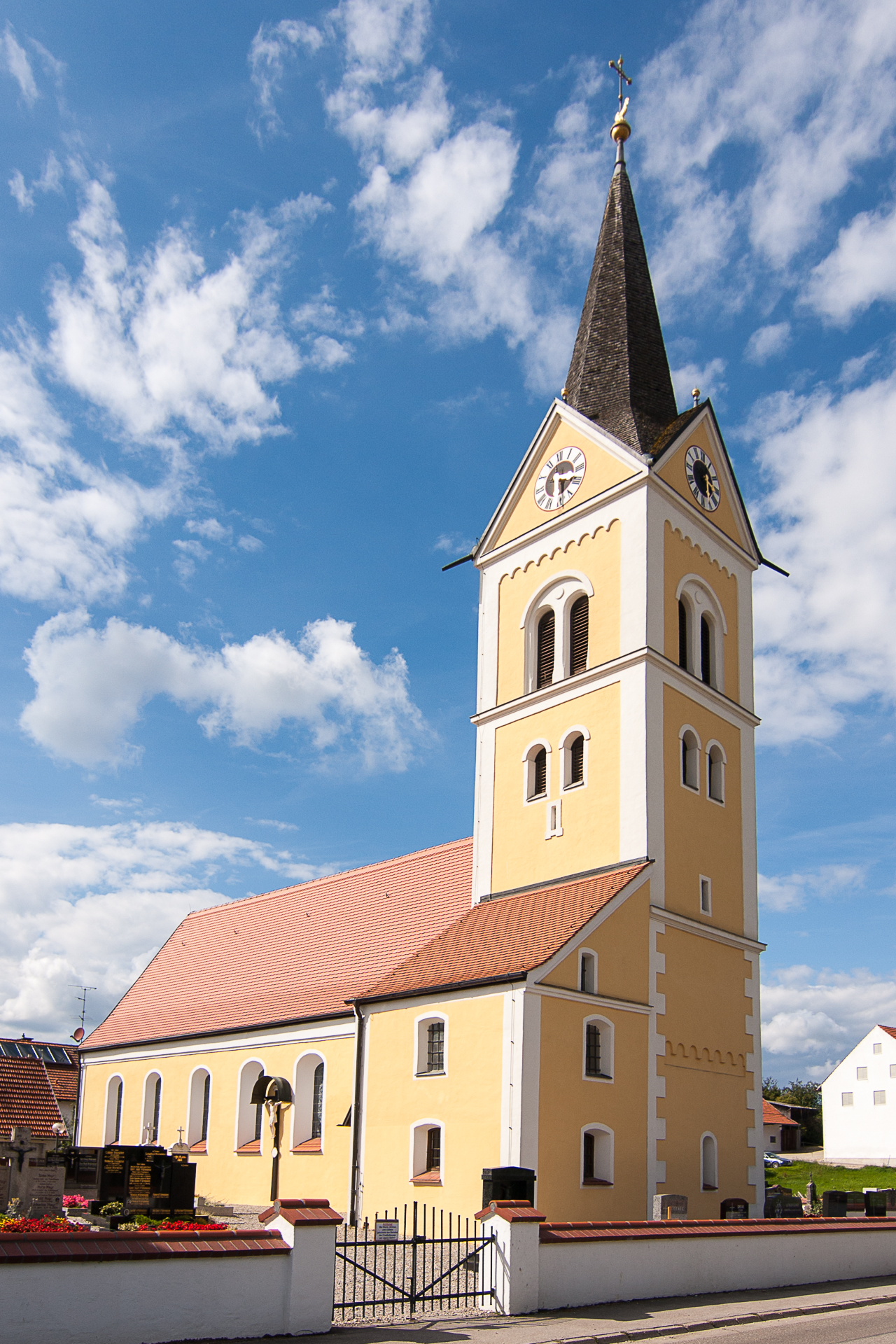
St. Dionysius in Niederthann

Die römisch-katholische Kuratiekirche St. Dionysius steht in Niederthann, einem Gemeindeteil von Schweitenkirchen im oberbayerischen Landkreis Pfaffenhofen an der Ilm. Sie ist in der Liste der Baudenkmäler in Schweitenkirchen als Baudenkmal unter der Nr. D-1-86-152-25 eingetragen. Die Kuratie gehört zum Pfarrverband Schweitenkirchen im Dekanat Freising des Erzbistums München und Freising.

## Beschreibung
St. Dionysius in Niederthann wurde im 14./15. Jahrhundert als gotische Saalkirche erbaut und 1670 barock erweitert. Sie besteht aus dem Langhaus, dem Chorturm im Osten und der Sakristei an der Südwand des Chorturms, deren Obergeschoss als Oratorium gestaltet ist. 1881 wurde das Langhaus nach Westen verlängert und ein dreiseitig geschlossener Vorbau als Vestibül angefügt. Dem Chorturm mit romanischen unteren Geschossen wurde 1886 ein Geschoss aufgesetzt, hinter dessen als Biforien gestalteten Klangarkaden der Glockenstuhl steht. Zwischen den Dreiecksgiebeln mit den Zifferblättern der Turmuhr erhebt sich ein spitzer Helm.
Der Innenraum des Langhauses ist mit einem Stichkappengewölbe überspannt, der des Chors im Erdgeschoss des Chorturms mit einem Tonnengewölbe. Im Retabel des Hochaltars steht eine Marienstatue mit Jesuskind und Zepter.